# Odonteus orientalis
Odonteus orientalis är en skalbaggsart som beskrevs av Mittal 1998. Odonteus orientalis ingår i släktet Odonteus och familjen Bolboceratidae. Inga underarter finns listade i Catalogue of Life.